# GCN1L1
GCN1L1‏ (GCN1, eIF2 alpha kinase activator homolog) هوَ بروتين يُشَفر بواسطة جين GCN1L1 في الإنسان.